# Lijst van voetbalinterlands Nederlandse Antillen - Puerto Rico
Deze lijst van voetbalinterlands is een overzicht van alle officiële voetbalwedstrijden tussen de nationale teams van de Nederlandse Antillen en Puerto Rico. De landen speelden zes keer tegen elkaar. De eerste ontmoeting was op 21 december 1946 in Barranquilla (Colombia) tijdens de Centraal-Amerikaanse en Caraïbische Spelen en de laatste ontmoeting was een kwalificatiewedstrijd voor de Caribbean Cup 1995 op 25 mei 1995 in Santo Domingo (Dominicaanse Republiek).

## Wedstrijden
| № | Plaats        | Datum            | Competitie                      | Wedstrijd                          | Uitslag |
| - | ------------- | ---------------- | ------------------------------- | ---------------------------------- | ------- |
| 1 | Barranquilla  | 21 december 1946 | Vriendschappelijk               | Puerto Rico – Curaçao              | 0 – 14  |
| 2 | Caracas       | 7 januari 1959   | Vriendschappelijk               | Nederlandse Antillen – Puerto Rico | 15 – 0  |
| 3 | Kingston      | 17 augustus 1962 | Vriendschappelijk               | Nederlandse Antillen − Puerto Rico | 4 − 0   |
| 4 | San Juan      | 20 juni 1966     | Vriendschappelijk               | Puerto Rico – Nederlandse Antillen | 0 – 4   |
| 5 | Panama-Stad   | 2 maart 1970     | Vriendschappelijk               | Puerto Rico – Nederlandse Antillen | 0 – 3   |
| 6 | Santo Domingo | 25 mei 1995      | Caribbean Cup 1995 kwalificatie | Puerto Rico – Nederlandse Antillen | 2 – 2   |

## Samenvatting
| Competitie                 | Totaal gespeeld | Winst Ned. Ant. | Gelijk | Winst Puerto Rico | Doelsaldo Ned. Ant. – Puerto Rico |
| -------------------------- | --------------- | --------------- | ------ | ----------------- | --------------------------------- |
| Caribbean Cup-kwalificatie | 1               | 0               | 1      | 0                 | 2 − 2                             |
| Vriendschappelijk          | 5               | 5               | 0      | 0                 | 40 − 0                            |
| Totaal                     | 6               | 5               | 1      | 0                 | 42 − 2                            |